# Ingrid Marie Spord
Ingrid Marie Karlsen Spord (* 12. Juli 1994 in Bergen) ist eine ehemalige norwegische Fußballspielerin. Sie stand zuletzt beim Lillestrøm SK Kvinner unter Vertrag und spielte von 2017 bis 2018 für die norwegische Nationalmannschaft.

## Karriere

### Vereine
Ingrid Marie Spord begann ihre Profikarriere 2012 bei Åsane Fotball. Ab 2013 spielte sie dann für IL Sandviken. 2016/17 spielte sie für Lillestrøm SK Kvinner, ehe sie Ende 2017 nach Italien zum AC Florenz wechselte. 2018 kehrte sie wieder zu IL Sandviken zurück. Die letzte Station ihrer Karriere bildete dann wieder LSK Kvinner. Nach der Saison 2022 beendete sie ihre Karriere als Fußballspielerin.

### Nationalmannschaft
Spord spielte zunächst für die norwegische U-23-Mannschaft. Am 1. März 2017 kam sie bei einem Spiel gegen Island erstmals für die norwegische Nationalmannschaft zum Einsatz. Bei der Fußball-Europameisterschaft der Frauen 2017 spielte sie in zwei Spielen für Norwegen. Ihr letztes Spiel für die Nationalmannschaft absolvierte sie am 2. März 2018, als Norwegen gegen China spielte.

## Erfolge
LSK Kvinner
- Toppserien: 2016, 2017
- Norwegischer Fußballpokal der Frauen: 2016

IL Sandviken
- Toppserien: 2021